# Luigi Bartolini
Luigi Bartolini (* 8. Februar 1892 in Cupramontana; † 16. Mai 1963 in Rom) war ein italienischer Künstler und Schriftsteller. 
Bartolini war als Maler, Autor und Dichter tätig. Am bekanntesten ist seine Novelle Fahrraddiebe, die Cesare Zavattini und Vittorio De Sica zum gleichnamigen Spielfilm inspirierte. Im Laufe seiner Karriere veröffentlichte Luigi Bartolini über 70 Bücher und zahlreiche kulturkritische Essays. Den Hauptteil seiner malerischen Werke bilden Radierungen.
Bartolini wuchs in der Nähe von Ancona auf und zog 1907 nach Rom, wo er die Kunstakademie und die Academia di Spagna besuchte. 1909 erwarb er in Florenz das Diplom als Zeichenlehrer und vertiefte seine Kenntnisse über Jacques Callot, Giovanni Fattori und vor allem Rembrandt. 1914 entstanden erste Ölbilder; 1928 beteiligte er sich erstmals an der Biennale di Venezia und erhielt einen von der Tribuna ausgeschriebenen Preis für Lyrik. 1929 wurde seine Grafik in Mailand ausgestellt; 1932 erhielt er einen ersten Preis auf der Ausstellung Mostra dell'incisione Italiana. 1933 wurde er aus politischen Gründen nach Montefresco in der Provinz Avellino verbannt und nach einigen Monaten nach Meran versetzt, wo er bis 1938 als Lehrer arbeitete. 1935 erhielt er den ersten Preis für Radierung an der Quadriennale in Rom; 1942 wurde ihm auf der Biennale ein eigener Raum eingeräumt, wo er erneut einen ersten Preis für seine Radierungen erhielt. 1943 veröffentlichte er den Roman Vita di Anna Strickler, der sich auf seinen Meraner Aufenthalt bezieht.

## Bücher
- Fahrraddiebe. Übersetzt von Hellmut Ludwig, Fischer-TB, 2. Aufl. 1988. ISBN 978-3-596-25306-7

## Einzelnachweis
1. ↑  Kristian Sotriffer: Näher an der Natur – Mensch und Landschaft in der Malerei von 1990 bis 1950 – Tirol und Trentino. Museum für Moderne Kunst, Bozen 1987

| Personendaten    | Personendaten                             |
| ---------------- | ----------------------------------------- |
| NAME             | Bartolini, Luigi                          |
| KURZBESCHREIBUNG | italienischer Künstler und Schriftsteller |
| GEBURTSDATUM     | 8. Februar 1892                           |
| GEBURTSORT       | Cupramontana                              |
| STERBEDATUM      | 16. Mai 1963                              |
| STERBEORT        | Rom                                       |